# Проктор, Сиан
Сиан Хейли Проктор (англ. Sian Hayley Proctor, род. 28 марта 1970, Хагатна) — американская предпринимательница, исследовательница, геолог, педагог, специалистка по связям с общественностью, астронавт-имитатор (analog astronaut), энтузиастка освоения космоса. Участница гражданского экипажа миссии Inspiration4.

## Биография
Родилась 28 марта 1970 года в городе Хагатна на острове Гуам, где её отец работал на станции слежения во время космических программ «Аполлон» и «Джемини» НАСА. Отец умер, когда Сиан было 19 лет.
В детстве мечтала стать военным лётчиком и впоследствии астронавтом, но носила в подростковом возрасте очки, а в 1980-х годах это означало, что она не сможет поступить в военно-воздушные силы США.
Отказавшись от своей мечты, поступила в Эдинборский университет Пенсильвании в Эдинборо в штате Пенсильвания, где получила в 1992 году степень бакалавра наук об окружающей среде и наук о Земле. В 1998 году получила в Университете штата Аризона степень магистра геологии. В 2006 году получила степень доктора (Ph.D.) естественных наук в Университете штата Аризона.
Также получила лицензию пилота и сертификат подводного плавания. Также является офицером в американской НКО «Гражданский воздушный патруль».
В течение 20 лет преподавала геолого-геофизические науки в Общественном колледже Саут-Маунтин в Финиксе в штате Аризона.
Участвовала в экспедиции исследовательского судна Oscar Dyson Национального управления океанических и атмосферных исследований (NOAA) по исследованию минтая в заливе Аляска со 2 по 22 июля 2017 года. Участвовала в международном проекте по бурению океана IODP (Integrated Ocean Discovery Program) на буровом судне JOIDES Resolution в роли специалиста по связям с общественностью в экспедиции 383 с 20 мая по 20 июля 2019 года.
Была одной из финалисток 20-го набора астронавтов НАСА, проводившегося в 2009 году.
В 2010 году участвовала в реалити-шоу «Колония» (The Colony) канала Discovery Channel, в котором группа добровольцев жила в пустынной изолированной среде.
Как астронавт-имитатор участвовала в четырёх миссиях: две недели в Mars Desert Research Station (MDRS), две недели в LunAres Habitat в лаборатории в польском городе Пила. Также участвовала в четырёхмесячной миссии HI-SEAS с апреля по ноябрь 2013 года, по итогам которой написала книгу рецептов «Еда для Марса» (Meals for Mars), в которой рассказывается о питании астронавтов в условиях длительных полетов. Принимала участие в двухнедельном эксперименте НАСА по симуляции марсианской пилотируемой миссии HI-SEAS в составе полностью женского экипажа «Сенсерия I» (Sensoria I) в январе 2020 года на Большом острове Гавайи.
Вошла как пилот в экипаж космической миссии Inspiration4 космического корабля Crew Dragon американской компании SpaceX, которая продлилась три дня с 16 по 18 сентября 2021, и проходила на высоте 585 километров — выше всех орбитальных станций. Проктор была пилотом корабля. Корабль Crew Dragon запущен 16 сентября 2021 года. Место в экипаже она получила по итогам конкурса для предпринимателей, которым предлагалось создавать благотворительные онлайн-магазины в интересах детской исследовательской больницы Святого Иуды. Сиан Проктор представила на конкурсе свой онлайн-магазин изделий на космическую тематику My Space2Inspire и выиграла.